# Eugen Kampf

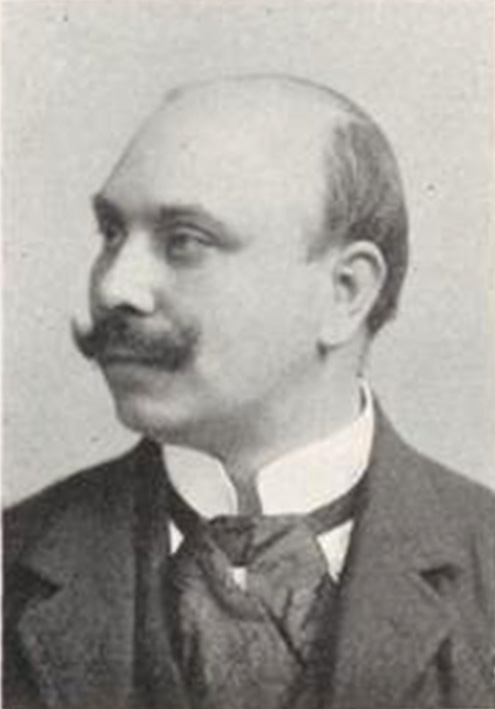
Eugen Kampf, Delegierter der Internationalen Kunstausstellung im Kunstpalast – Internationale Kunstausstellung und große Gartenbau-Ausstellung, Düsseldorf 1904

Eugen Kampf (* 16. März 1861 in Aachen; † 13. April 1933 in Düsseldorf) war ein deutscher Maler der Düsseldorfer Schule.

## Leben
Kampf war Sohn des Aachener Malers und Fotografen August Kampf und dessen Ehefrau Maria, geborene Westendorp (1837–1890). Mit seinem jüngeren Bruder Arthur Kampf teilte er das Interesse an der Malerei. 1878 bis 1880 studierte Eugen Kampf dieses Fach zunächst an der Kunstakademie Antwerpen, anschließend bis 1883 an der Kunstakademie Düsseldorf unter Eugen Dücker, der der dortigen Landschaftsmalerei seit 1872 eine neue, realistische Ausrichtung gab und dieselbe zum führenden Fach entwickelte. Sein Studium beendete Kampf bis 1884 an der Kunstakademie Brüssel.

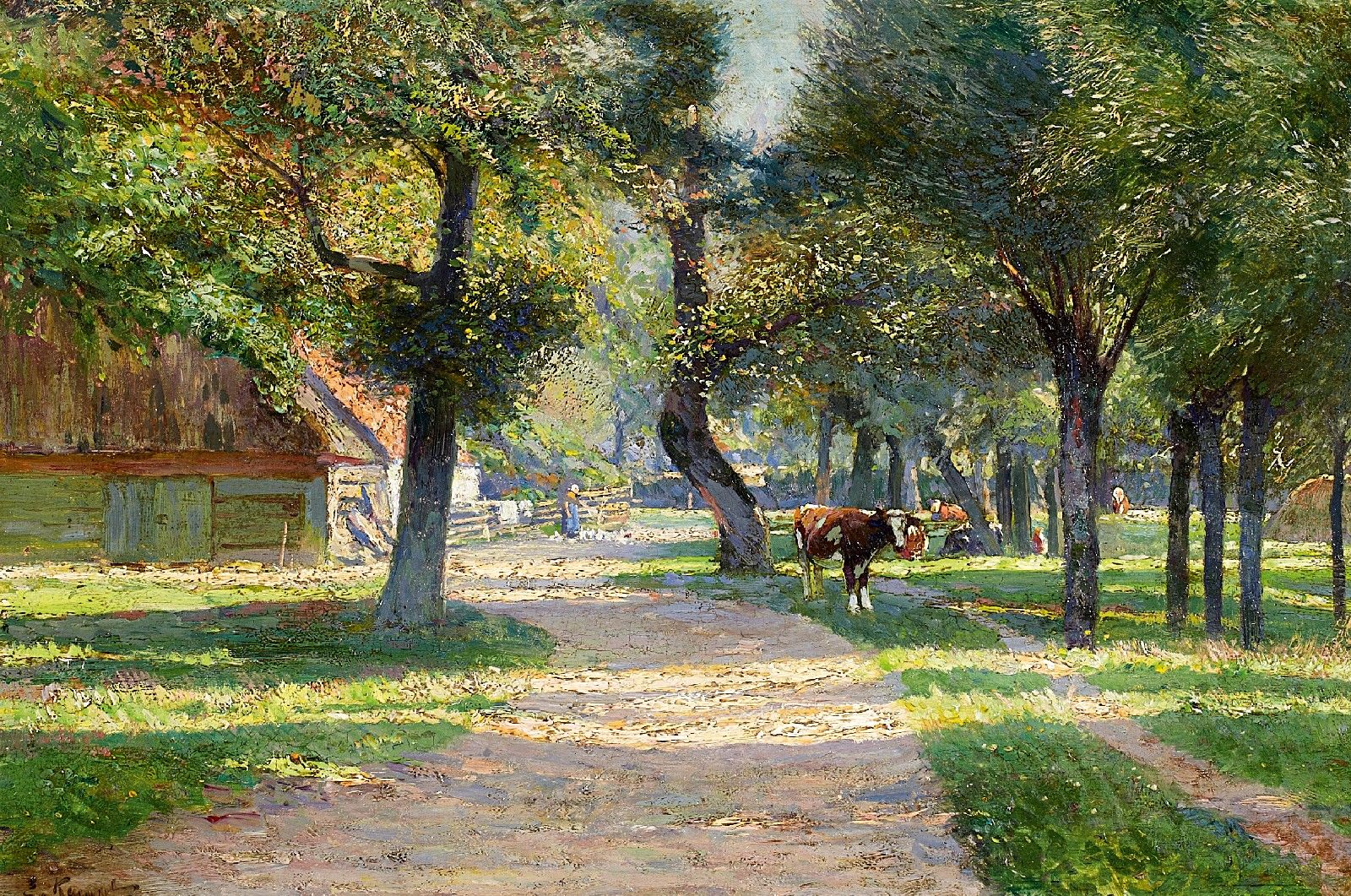
Das Gemälde Sommerliche Dorflandschaft repräsentiert die impressionistische Malerei im Werk Kampfs.

1889 kehrte Kampf nach Düsseldorf zurück. Dort gründete Kampf – als Reaktion auf die Ausstellungspolitik des mit der Kunstakademie verbundenen Kunstvereins für die Rheinlande und Westfalen – mit Olof Jernberg, Heinrich Hermanns und Helmuth Liesegang den „Lucas-Club“, eine fortschrittliche Verbindung von Landschaftsmalern, die Anregungen der Haager Schule und der Schule von Barbizon mit den Errungenschaften des Impressionismus zu verbinden suchte. 1891 wurde der „Lucas-Club“ der neu gegründeten Freien Vereinigung Düsseldorfer Künstler untergeordnet, wovon sich allerdings 1899 der „St. Lukas-Club“ (gegründet u. a. von Hermanns, Jernberg, Liesegang, August Deusser, Otto Heichert, Arthur Kampf, Gustav Wendling) und die Vereinigung von 1899 abspalteten. Außerdem war Kampf Mitglied im Verein Düsseldorfer Künstler zu gegenseitiger Unterstützung und Hilfe, im Künstlerverein Malkasten und in der Allgemeinen Deutschen Kunstgenossenschaft.
Zusammen mit Wilhelm Schneider-Didam leitete Kampf eine Malschule für Damen, welche sich in der Jacobistraße 14a befand und Anfang des 20. Jahrhunderts im sogenannten Hungerturm gegenüber der Kunstakademie.
Seit 1880 beschickte er Ausstellungen im Münchener Glaspalast, in Dresden, Leipzig und Düsseldorf sowie die Große Berliner Kunstausstellung, wo er 1906 eine Goldmedaille bekam. Viele weitere Auszeichnungen konnte er erringen (Goldene Medaille, Salzburg 1901; Goldene Staatsmedaille, Dresden 1904 und Düsseldorf 1902; Silberne Staatsmedaille, Barcelona 1911; Große Goldene Staatsmedaille, Düsseldorf 1913). Seine Werke waren außerdem auf der Weltausstellung 1900 in Paris, auf der Exposición de arte alemán 1913 in Buenos Aires sowie auf der Großen Berliner Kunstausstellung Düsseldorf 1918 vertreten. Eine Gedächtnisausstellung für Eugen Kampf, die der Kölnische Kunstverein für das Jahr 1934 plante, wurde nicht umgesetzt. 1908 wurde Eugen Kampf Professor an der Kunstakademie Düsseldorf. 1894 wurde in Düsseldorf sein Sohn Ari Walter Kampf († 1955) geboren, der ebenfalls ein Maler werden sollte.

## Werk
Seit Ende der 1880er Jahre malte Kampf mit großem Publikumserfolg vor allem niederrheinische und flämische Landschaften im Stil des Naturalismus und Impressionismus, gelegentlich auch Marinebilder, Stillleben und Interieurs. Eine geschickte räumliche Anordnung der Motive, schwere, satte Farbakkorde und eine „flämische Tonigkeit“ seiner Palette, aufgetragen in der Technik des Impasto, trugen zu seinem Erfolg bei. Den tiefen, vollen Ton seiner Ölgemälde zeigen auch seine Aquarelle. Außerdem schuf Kampf Lithografien. Oft hielt er Szenen des einfachen bäuerlichen Lebens in sommerlichen, abendlichen oder wolkigen Regenstimmungen fest. Neben großen Bildern malte er Naturstudien und Landschaften kleineren Formats, in denen die kräftige dekorative, aber oft etwas konventionelle Haltung zu frischen Impressionen und zu einer weichen, lyrischen Koloristik abgewandelt erscheint. Einige seiner Bilder gehören zum Inventar des Suermondt-Ludwig-Museums in Aachen und des Museums Kunstpalast in Düsseldorf.

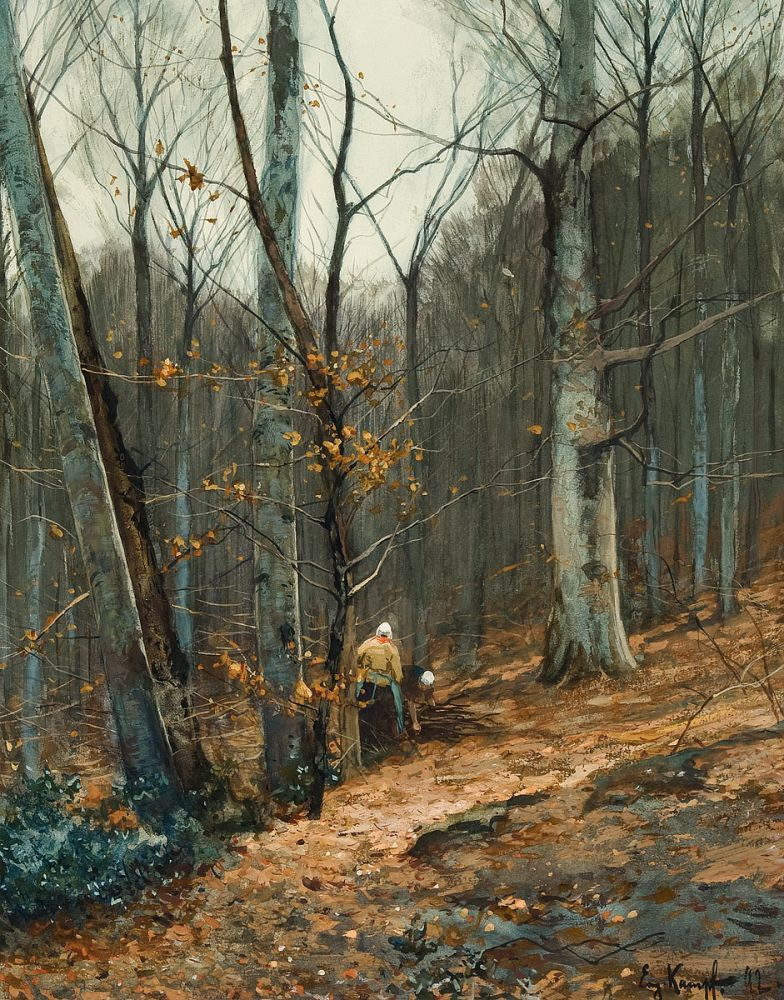
Die Reisigsammlerinnen, 1892
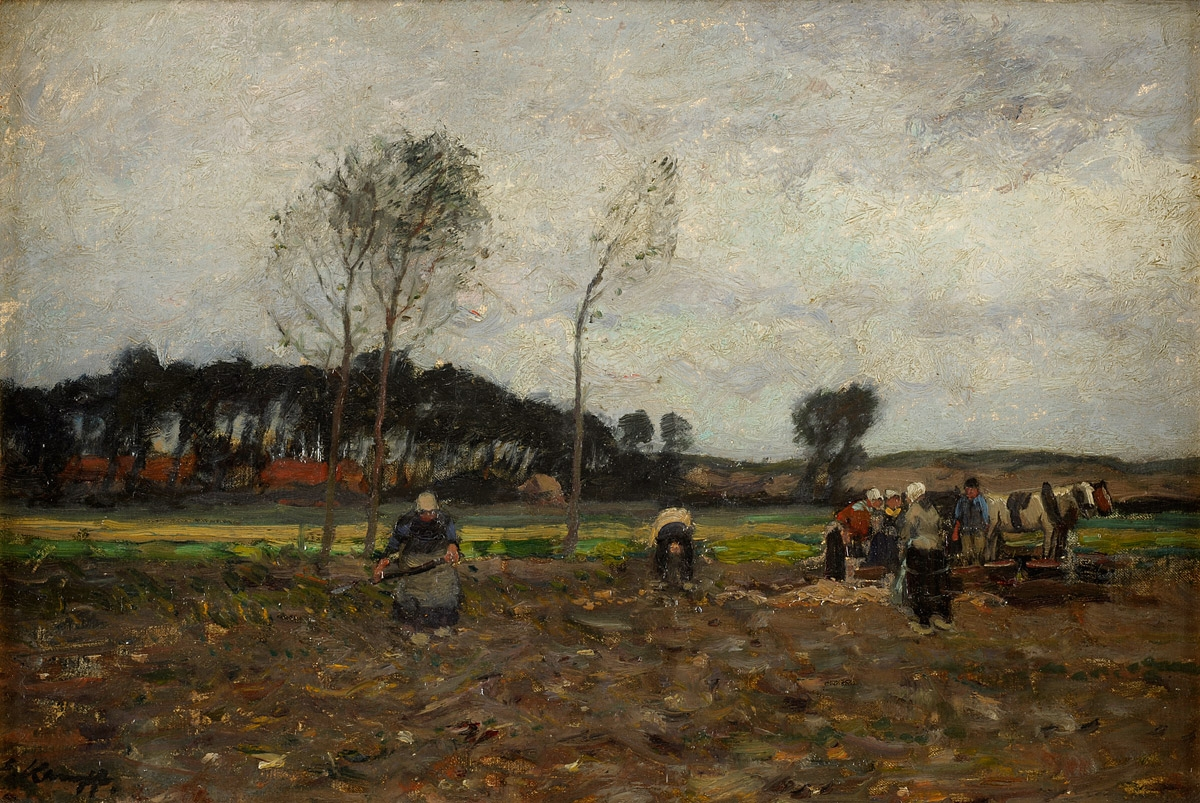
Kartoffelernte
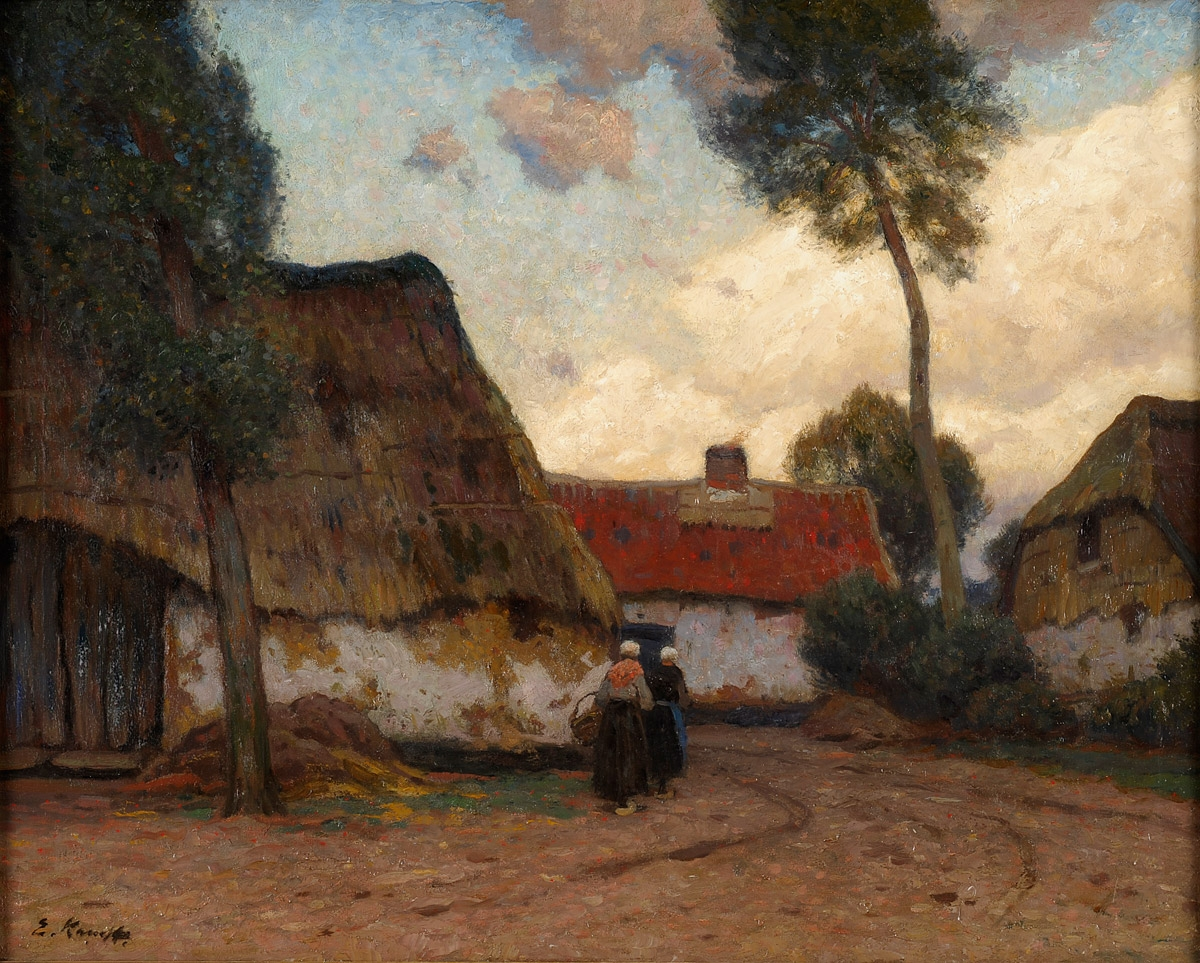
Flämische Dorfstraße
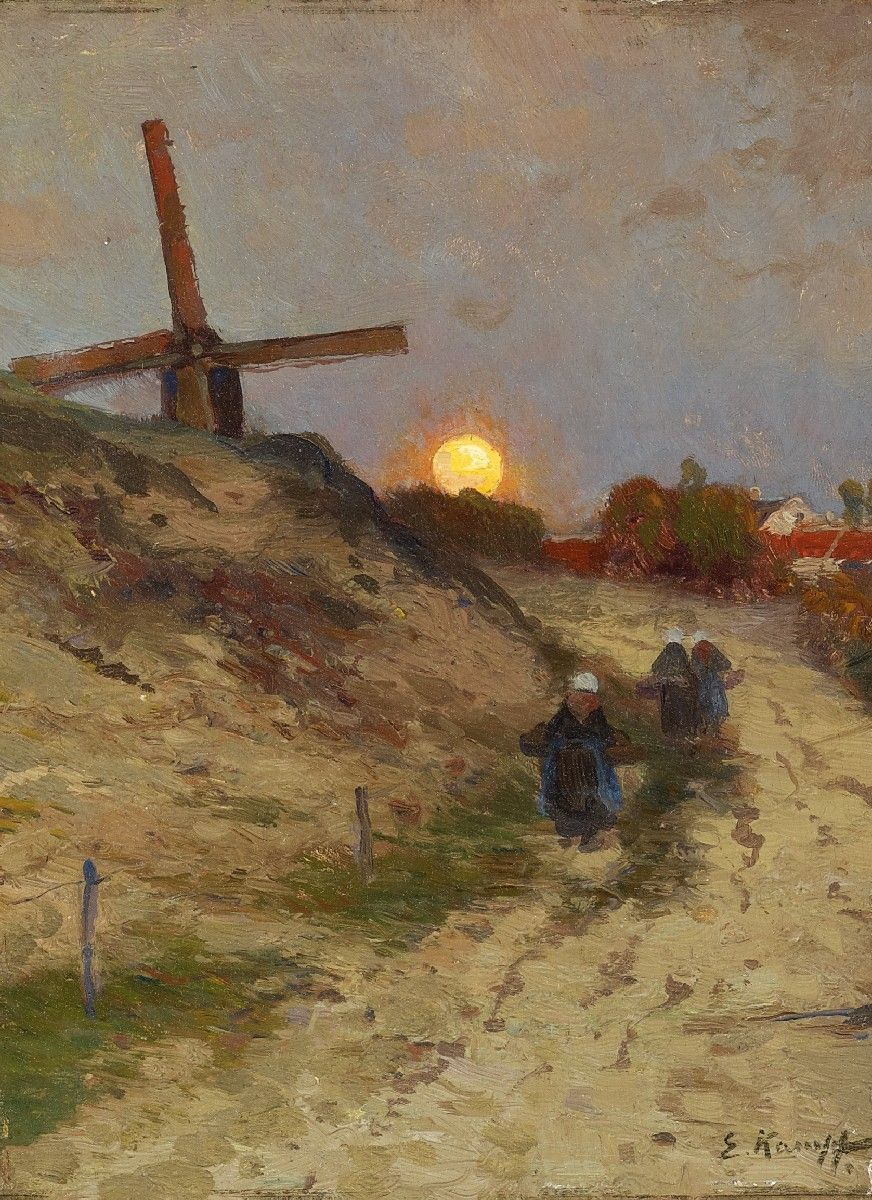
Mondaufgang in den Dünen
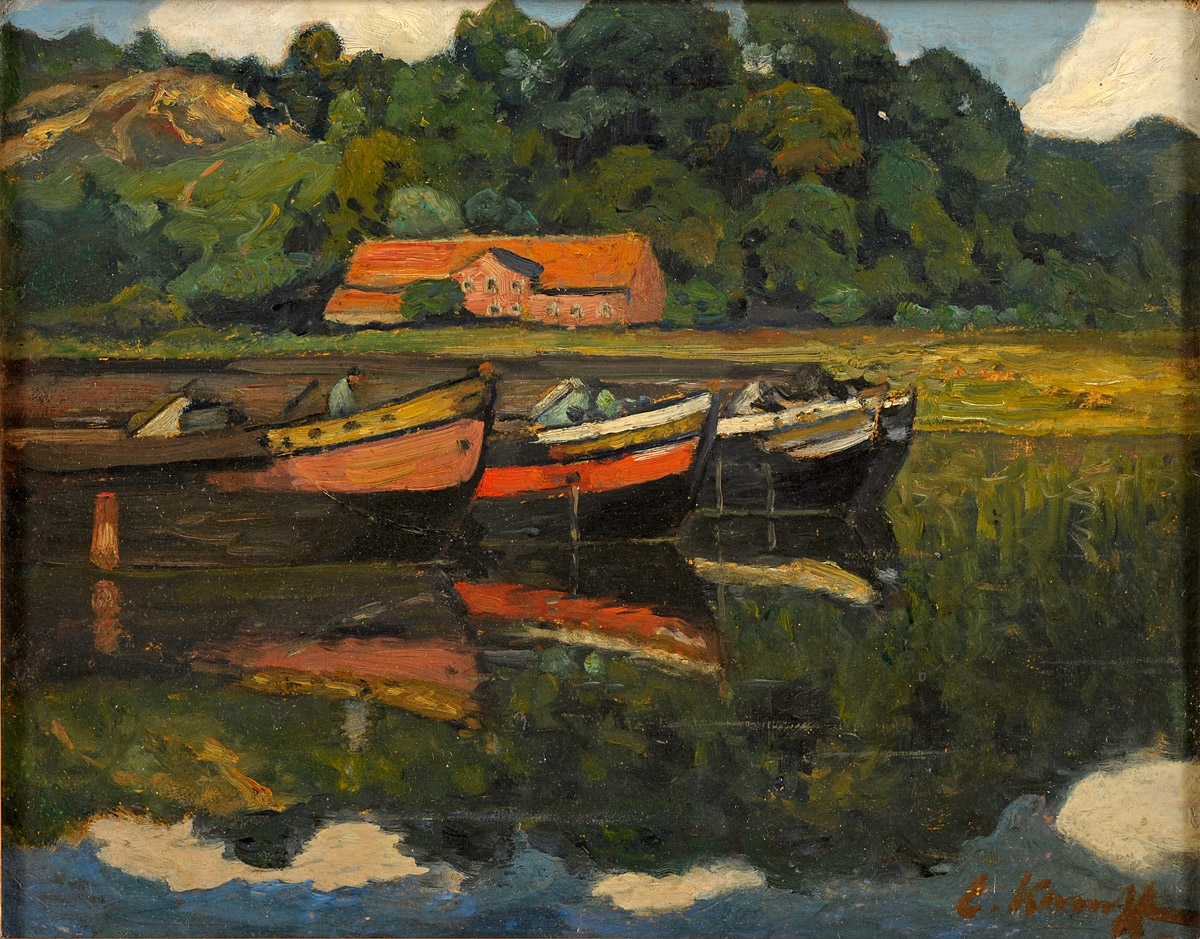
Lastboote auf der Schelde
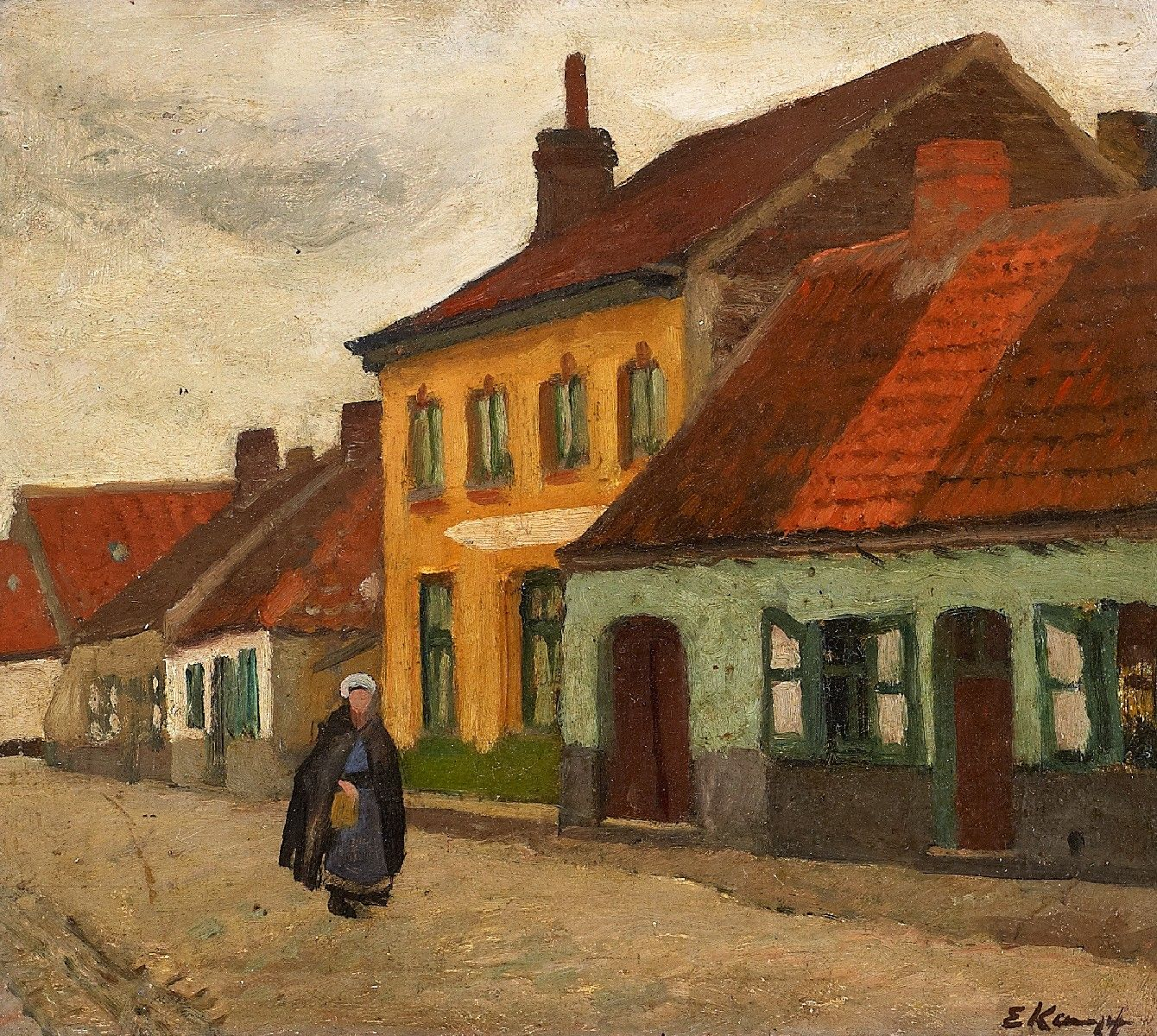
Auf dem Weg zum Markt